# Aruama viridis
Aruama viridis là một loài bọ cánh cứng trong họ Cerambycidae.